# Janez Juhant
Janez Juhant, slovenski teolog, filozof, univ. profesor, evropski akademik, * 24. marec 1947, Ljubljana.
Magisterij iz teologije in doktorat iz filozofije je opravil na Univerzi v Innsbrucku. Leta 1974 je prejel duhovniško posvečenje.
Juhant je bil redni profesor za filozofijo na Teološki fakulteti v Ljubljani (med letoma 1994 in 1999 tudi njen dekan), na Evropski pravni fakulteti v Novi Gorici in na Fakulteti za podiplomske državne in evropske študije v Kranju. Njegovo področje delovanja zajema zgodovino filozofije, filozofsko antropologijo, etiko, socialno filozofijo in filozofijo religije.
Proučeval je idejno zgodovino modernih filozofskih tokov na Slovenskem in v svetu, antropologijo in etiko ter vlogo teologije in Rimskokatoliške cerkve v sodobni družbi. Posebej se je posvetil Janezu Evangelistu Kreku, kasneje tudi Lambertu Ehrlichu.
Mdr. je bil podpredsednik Evropskega združenja za katoliško teologijo in član Programskega sveta RTVS. 
2. marca 2012 je postal redni član Evropske akademije znanosti in umetnosti.
Univerza v Ljubljani mu je podelila zlato plaketo, po upokojitvi pa še naziv zaslužnega profesorja. Leta 2020 je bil razglašen za častnega občana Občine Šmartno pri Litiji.

## Pedagoški nazivi
- zaslužni profesor Univerze v Ljubljani (2015)
- redni profesor za filozofijo (1994)
- izredni profesor (1990)
- docent (1980)
- predavatelj (1978)

## Dela (monografije)
- Krekovo berilo, Celje: Mohorjeva družba, 1989 (urednik)
- Janez Evangelist Krek: izbrani spisi V. zvezek, Mohorjeva, 1993 (urednik)
- Družbeni nauk cerkve (sourednik Rafko Valenčič, 1994)
- Na poti k resnici in spravi (urednik, 1997)
- Zgodovina filozofije I: stari in srednji vek, 1997, 2001.
- Janez Evangelist Krek 1865-1917 (soavtor Stanko Janežič), Slomškova založba, Maribor, 1998
- Kaj pomeni religija za človeka: Znanstvena podoba religije, 2000
- Človek v iskanju svoje podobe: filozofska antropologija, 2003, 2006.
- Etika I; na poti k vzajemni človeškosti, 2009.
- Občutek pripadnosti, 2009.
- Idejni spopad: Slovenci in moderna, 2009.
- Idejni spopad II – Katoličani in revolucija, 2010.
- Za človeka gre, 2011.
- Človek in religija, 2012.
- Človek, religija, nasilje in kultura miru: duhovno-psihološka študija človeka, 2018.
- Slovenija upanja, Društvo Združeni ob Lipi sprave, 2021.
- Lambert Ehrlich - prerok slovenskega naroda, Mohorjeva družba, Celje-Celovec-Gorica, 2022.
- Domačija pod Svetim Antonom, 2024.